# Lygistorrhininae
Lygistorrhinidae zijn een onderfamilie uit de familie van de Keroplatidae uit de orde van de tweevleugeligen (Diptera), onderorde muggen (Nematocera). Wereldwijd omvat deze onderfamilie zo'n 15 geslachten en 44 soorten.